# Histoire de l'arrière au Royaume-Uni pendant la Seconde Guerre mondiale
Pour l'histoire militaire, voir Histoire militaire du Royaume-Uni pendant la Seconde Guerre mondiale.
L'histoire de l'arrière au Royaume-Uni pendant la Seconde Guerre mondiale couvre les aspects politiques, sociaux et économiques de la période 1939-1945. À la suite de la capitulation de la France, la peur d'une invasion allemande au Royaume-Uni amène la population civile britannique à se mobiliser, emmenée par Winston Churchill. Les bombardements répétés de la Luftwaffe affectent également la vie quotidienne. Sur le plan économique, le Land-Lease des Américains permet de soutenir le Royaume-Uni.

## Contexte
À la suite de l'armistice du 22 juin 1940 entre la France et l'Allemagne, la Grande-Bretagne se retrouve seule confrontée à la Wehrmacht. Elle fait alors face à de nombreux problèmes, comme la peur constante de l'invasion allemande, qui amène les Anglais à une mobilisation totale afin de protéger leur pays.

## Situation politique
Les discours galvanisants de Winston Churchill contribuent à donner du courage et de la force au peuple britannique pour supporter cette crise.

## Organisation défensive militaire

### Défense contre la guerre aérienne (1939-1945)
Le pays subit des bombardements constants de la Luftwaffe, ce qui amène des familles à envoyer leurs enfants loin des combats.

### Menace d'invasion (1940-1941)

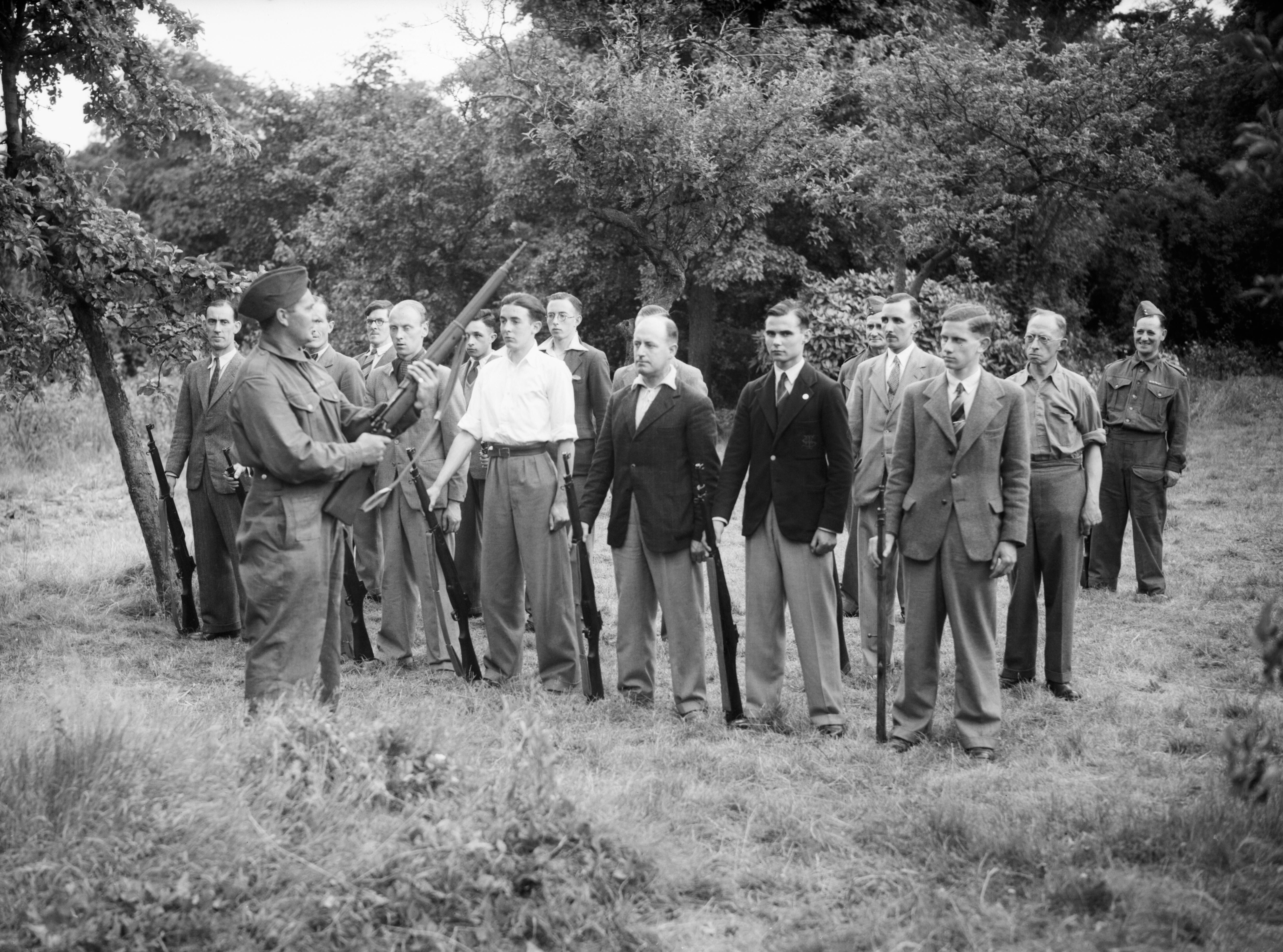

## Reconstruction de l'armée britannique

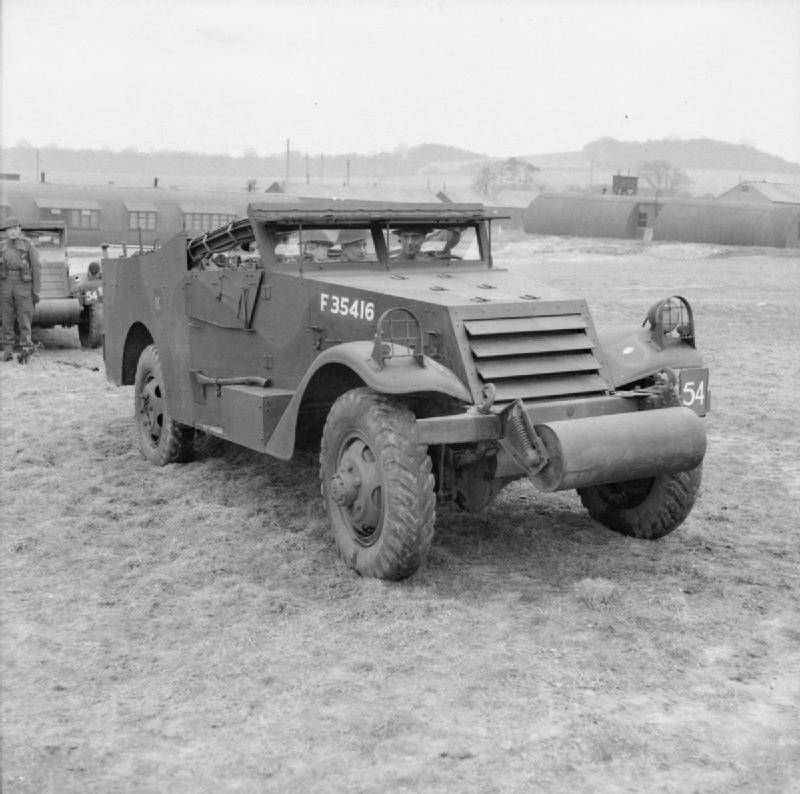

Dans cette guerre totale, la Grande-Bretagne parvient à tenir, non seulement grâce à sa force militaire mais aussi grâce au ravitaillement américain fourni par le Land-Lease, qui permet à l'Angleterre de nourrir et défendre sa population et son territoire.

## Gestion de l'effort de guerre
Le Royaume-Uni se voit contraint de s'endetter fortement pour soutenir l'effort de guerre. 	Les dépenses de défense ont commencé à augmenter bien avant la Seconde Guerre mondiale. Partant de 2,9 % du PIB en 1936, il atteignit 3,75 % en 1938, et 9 % en 1939. La Grande-Bretagne commença à se réarmer à mesure que les tensions s'intensifient. Après le début de la Seconde Guerre mondiale, la Grande-Bretagne a mobilisé toutes ses ressources nationales pour la guerre, consacrant plus de 40 % de son PIB à la défense pendant cinq ans, avec un pic à 52 % du PIB en 1945.
| Année | Revenues | Dépenses | Défense | Déficit public |
| ----- | -------- | -------- | ------- | -------------- |
| 1939  | 1 286,4  | 1 724,7  | 266,2   | 438,3          |
| 1940  | 1 434,8  | 2 133,9  | 643,8   | 699,1          |
| 1941  | 1 806,3  | 4 679,7  | 3 232,9 | 2 873,4        |
| 1942  | 2 493,9  | 5 670,1  | 4 096,8 | 3 176,2        |
| 1943  | 3 250    | 6 496,5  | 4 863,1 | 3 246,5        |
| 1944  | 3 483,5  | 6 662,9  | 4 964,9 | 3 179,4        |
| 1945  | 3 698,8  | 6 969,3  | 5 153,3 | 3 270,5        |
| 1946  | 3 769,6  | 6 460    | 4 446,4 | 2 690,4        |